# محمد بن الفتح واسول المدراري
الأمير محمد بن الفتح واسول بن ميمون المدراري (حكم. 942/943–958 م) كان الأمير المدراري العاشر لسجلماسة. كان أول حاكم مدراري يتبنى المذهب المالكي السني.

## السيرة
كان ابن الفتح واسول بن ميمون الأمير (حكم. 909-913 م)، وابن عم سلفه، المنتصر سمجو بن محمد، وكان عدوًا للفاطميين ومؤيدًا لخلافة قرطبة.
ومن المعروف أنه خدم في الجيوش الأموية في الأندلس في معركة الخندق في أول آب 939 م، وكان قد اعتنق المذهب المالكي السني، المذهب السائد في شبه الجزيرة الأيبيرية. قام بانقلاب في عامي 942-943 ضد المنتصر الذي كان يبلغ من العمر 13 عامًا وجدته التي كانت تعمل كوصي، واستولى على السلطة؛ وسُجن المنتصر.
يُعتبر من أنصار الأمويين، وأثار توليه السلطة قلق الخليفة الفاطمي. طلب محمد دعم البربر لشن الحرب على الفاطميين. اتخذ لقب الخلافة أمير المؤمنين واللقب الملكي الشاكر لله، ومن عام 944 إلى 950 بدأ في سك العملات المسماة المثاقيل الشاكرية. وقد أثارت هذه التحركات حفيظة الحكومة الفاطمية، فقررت وضع حد لها.
أرسل الخليفة المعز لدين الله القائد جوهر ضد سجلماسة. وعندما وصل القائد، خاطب الأعيان مطالبًا بتسليم ابن واسول، لكنهم رفضوا، ورغم ذلك غادر ابن واسول المدينة مع عائلته وكنوزه وأتباعه الأكثر ولاءً، باتجاه قلعة جبل المدور. في أيلول 958، دخل جوهر المدينة دون قتال وقام بتغيير عملات الشاكرية إلى عملات فاطمية. فخرج ابن واسول من ملجأه واقترب من المدينة ليرى ما يحدث. تعرف عليه أحد أفراد قبيلة مطغرة فسلمه إلى جوهر، وفي تشرين الأول من نفس العام أسر ابن الفتح وقيده وأرسله إلى المنصورية مع أمير مغراوة فاس أحمد بن بكر الذي أُسر في نفس الوقت، مع بعض أبناء أعيان مدينة سجلماسة رهائن. ووصلوا إلى المنصورية في تشرين الثاني 959م. حيث اُحتجز في قلعة وتلقى معاملة مهينة من خلال نقله في قفص.
وقد عيّن جوهر حاكمًا لم يكن اسمه معروفًا، ولكن بعد وقت قصير من مغادرته المدينة طرده السكان المتمردون الذين أعلنوا مرة أخرى المنتصر سمجو بن محمد.